# لوپ لوپتا
لوپ لوپتا (انگلیسی: Looop Lapeta) فیلم هندی کمدی دلهره‌آور هندی-زبان است که در سال ۲۰۲۲ به نمایش درآمد، این فیلم توسط آکاش باتیا کارگردانی شد و تولید مشترک شرکت‌های سونی پیکچرز نتورکس، الیپسیس انترتینمنت و آیوش ماهشواری می‌باشد. در این فیلم که اقتباس رسمی از فیلم آلمانی بدو لولا بدو به کارگردانی  و نویسندگی تام تیکور است که برنده چند جایزه شد، تاپسی پانو و طاهر راج باسین نقش‌های محوری را بازی کرده‌اند. فیلم در روز ۴ فوریه ۲۰۲۲ از طریق نتفلیکس بخ نمایش درآمد.

## پیوند به  بیرون
- لوپ لوپتا در بانک اطلاعات اینترنتی فیلم‌ها (IMDb)